# الکزاندرا برن
الکزاندرا برن (انگلیسی: Alexandra Byrne؛ زادهٔ ۱۹۶۲ (۶۲–۶۳ سال)) یک طراح صحنه و لباس اهل ایالات متحده آمریکا است. وی از سال ۱۹۹۵ میلادی تاکنون مشغول فعالیت بوده‌است. 